# Hicham Guirat
Hicham Guirat (arabe : هشام قيراط), né le 11 octobre 1960 à M'saken, est un arbitre international tunisien actif dès 1996.

## Carrière
Il a officié dans des compétitions majeures : 
- Coupe d'Afrique des nations des moins de 17 ans 1999 (finale) ;
- Coupe du monde de football des moins de 17 ans 1999 (deux matchs) ;
- Coupe du monde de football des moins de 20 ans 2001 (deux matchs) ;
- Coupe de Tunisie de football 2002-2003 (finale) ;
- Coupe d'Afrique des nations 2004 (un match) ;
- Coupe de Tunisie de football 2004-2005[2] (finale).